# Bastiania acarayensis
Bastiania acarayensis är en rundmaskart som beskrevs av Andrassy 1968. Bastiania acarayensis ingår i släktet Bastiania och familjen Bastianiidae. Inga underarter finns listade i Catalogue of Life.